# Rockstar India
A Rockstar Interactive India LLP, ou simplesmente Rockstar India, é uma desenvolvedora indiana de jogos eletrônicos sediada em Bangalore, Karnataka. Ela foi fundada em 1 de março de 2016 como uma subsidiária da Rockstar Games. O estúdio trabalha em conjunto com a Unidade Dedicada Rockstar, uma unidade de arte e animação localizada dentro da Technicolor India que trabalha exclusivamente em projetos da Rockstar Games. Ela fora estabelecida em outubro de 2012.